# Rudolf Pikola

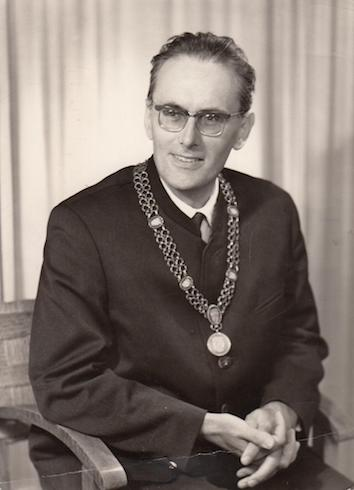
Rudolf Pikola (1962)

Rudolf Pikola (* 25. Mai 1916 in München; † 13. Februar 1970 in Miesbach) war ein deutscher Politiker und Schriftsteller.
Rudolf Pikola wuchs in Regensburg auf, wo er nach dem Abitur eine Banklehre machte. Unterbrochen vom Kriegsdienst 1939–45 studierte er Pädagogik und lebte ab 1945 in Miesbach. Hier unterrichtete er an der Volksschule und gehörte zu den Gründern der Volkshochschulen in Hausham (1946) und Miesbach (1947). Daneben begann er, als Schriftsteller zu arbeiten und trat auch häufig in von ihm verfassten Volksstücken auf.
Als Schriftsteller verfasste er zahlreiche Werke mit heimatkundlichem Hintergrund, darunter das Singspiel Die Wallenburger Verlobung. Zudem förderte er als Bürgermeister das kulturelle Leben der Stadt und des Landkreises Miesbach in besonderem Maße. Für seine Leistungen auf diesem Gebiet wurde er 1968 mit der goldenen Ludwig-Thoma-Medaille ausgezeichnet.
1960 erfolgte seine überraschende Wahl als Kandidat der SPD zum 1. Bürgermeister der Stadt Miesbach. Vorausgegangen war eine öffentliche Diskussion um seine Person als Lehrer der Volksschule, die von den Trägern der Schule ausgegangen war und von den Bürgern nicht nachvollzogen werden konnte. Als Bürgermeister entwickelte Pikola ein umfangreiches Entwicklungsprogramm für Miesbach und legte den Grundstein für seine spätere Entwicklung.
Nach seinem Tod wurde Rudolf Pikola auf dem Miesbacher Waldfriedhof beigesetzt. An der Bestattung nahmen viele seiner engen politischen Freunde teil, darunter Hans-Jochen Vogel und Waldemar von Knoeringen.